# Macropsis trivialis
Macropsis trivialis är en insektsart som beskrevs av Ball 1902. Macropsis trivialis ingår i släktet Macropsis och familjen dvärgstritar. Inga underarter finns listade i Catalogue of Life.